# Club Deportivo Fuerte Aguilares
Maillots
Le Fuerte Aguilares est un club de football salvadorien basé à Aguilares, dans le Département de San Salvador.
Le club a passé une seule saison en première division.

## Histoire
Le club évolue en première division salvadorienne lors de la saison 1976. Il se classe dernier du championnat, avec 7 victoires, 6 matchs nuls et 19 défaites.
Le club évolue en deuxième division depuis l'année 2007.